# Čúai
Čúai (japonsky 仲哀天皇, Čúai-tennó, známý rovněž jako 足仲彦天皇, Tarašinakacuhiko no Sumeramikoto) byl čtrnáctý legendární císař Japonska v souladu s tradičním pořadím posloupnosti. Vládl od roku 192 do své smrti v roce 200. Obě nejstarší japonské kroniky Kodžiki a Nihonšoki zaznamenávají události, jež se staly za údajného Čúaiova života. Císař Čúai je první japonský vládce, který usedl na trůn, a přitom nebyl synem předchozího císaře, neboť jediný syn jeho předchůdce Seimua zemřel velmi mlád. Čúai rovněž nevládl Japonsku z provincie Jamato jako jeho předchůdci, ale přenesl své hlavní město na Kjúšú. Podle záznamů byla jeho manželkou Okinagatarašihime-no-Mikoto, jež se po jeho nástupu na Chryzantémový trůn stala císařovnou Džingu Kógó.
Názor, že císař Čúai vládl od roku 192 do roku 200 je všeobecně přijímán, avšak události, jež vedly k císařově smrti, jsou poněkud záhadné, neboť záznamy se zmiňují o mstivém duchovi (kami), který měl na jeho skonu podíl. Došlo k tomu údajně poté, co se císař neuctivě vysmál duchově radě, aby napadl Koreu. Nicméně tato zmínka je již dlouho považována za legendu, nikoli za věrohodný údaj. Vzhledem ke skutečnosti, že místo, kde byl císař pohřben, není známo, je Čúai tradičně uctíván u pamětní hrobky (kofunu) v Hačimanově svatyni v Naře.
Moderní historici došli k závěru, že titul císař a jméno Čúai použily k označení tohoto legendárního císaře až pozdější generace. Domnívají se rovněž, že ve skutečnosti vládl mnohem později, než je mu běžně připisováno. Císař Čúai bývá někdy uváděn jako poslední císař období Jajoi.

## Legenda
Japonci tradičně přijali historickou existenci tohoto panovníka a udržují jeho mauzoleum (misasagi). Následující informace jsou převzaty z dávných japonských kronik Kodžiki a Nihonšoki, jež mají sice charakter spíše literárního díla, jsou však nejdůležitějším pramenem pro poznání nejstarších japonských dějin. Zahrnují jak legendy a mýty, tak pravděpodobná historická fakta, která však byla během let zveličena anebo překroucena. Podle záznamů se Čúai narodil zřejmě v roce 149 a dostal jméno Tarašinakahiko nebo Tarašinakacuhiko (足仲彦天皇). Jeho matkou byla Futadži no Iri Hime, jeho otcem byl údajně legendární princ Ósu (Jamato Takeru). Čúai byl první císař, který nebyl synem předchozího císaře, ale jeho synovcem. Od svého strýce také před jeho smrtí v roce 170 získal titul korunní princ. Dva roky nato se Čúai stal novým císařem. Ze záznamů vyplývá, že na rozdíl od jeho předchůdců, kteří vládli z hlavních měst v provincii Jamato, určil Čúai místo pro svůj palác nejprve na severním pobřeží průlivu Kanmon (též Šimonoseki) a poté na jih od něj na ostrově Kjúšú.
V kronikách Kodžiki a Nihonšoki se o císaři Čúaiovi píše, že byl deset stop (3 m) vysoký, s „tváří dokonalé krásy“. Na počátku své vlády rozšířil ovládané území až do dnešní prefektury Fukui, k dnešnímu přístavnímu městu Curuga. Když pak vedl výpravu do provincie Kii, dostihly ho zprávy o vzpouře. Císařovna Džingu Kógó doprovázela manžela, když táhl na západ proti kmeni Kumasů v bývalé provincii Cukuši (dnes součást prefektury Fukuoka).  V předvečer bitvy však císařovnu posedl nějaký neznámý duch (kami), který císaři radil, aby napadl a dobyl Koreu. Tvrdil přitom, že Kumasové nejsou hodni jeho meče. Čúai ducha s posměchem odmítl s tím, že hodlá vojenské tažení ukončit a že pochybuje, že nějaká taková země vůbec existuje. Legenda praví, že ducha taková neúcta natolik rozzuřila, že císař Čúai byl později zabit v bitvě, v níž bylo jeho vojsko poraženo.
Císařovna Džingu manželovu smrt zamlčela a krátce nato Kumasy hnána zuřivou touhou po pomstě rozdrtila. Poté, dbalá duchova přání, zaútočila na Korejský poloostrov a  podmanila si východokorejské království Silla. Sousední království Kaja se dobrovolně podrobilo a Džingu Kógó usedla na trůn  jako císařovna. Nicméně její obsazení Korejského poloostrova a vláda coby císařovny jsou dnes považovány spíš za legendu než za historickou skutečnost. Moderní historiografie má za to, že Čúaiovým nástupcem na Chryzantémovém trůně se stal jeho syn Homutawake jako císař Ódžin. Džingu Kógó působila v mezidobí jako jeho regentka, nepočítá se proto mezi oficiálně číslované císaře.

## Známé informace

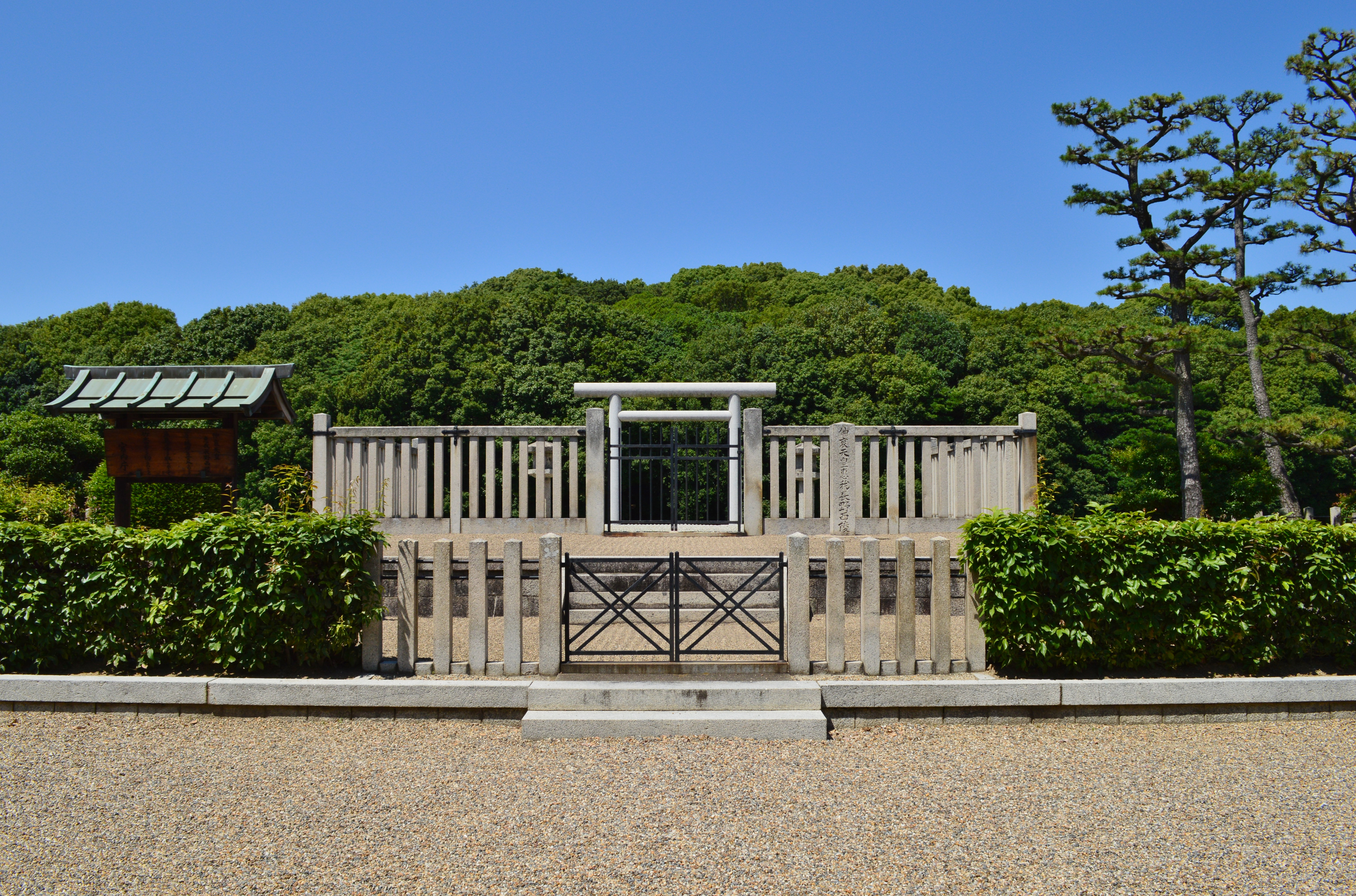
Čúaiův kofun (mauzoleum) „Ega no Naganu no niši no misasagi“

Historici řadí Čúaie mezi „legendární císaře“, protože nemají k dispozici dostatek podkladů k důkladnějšímu probádání jeho života. Jeho existence je vzhledem k tomuto nedostatku sporná. Pokud Čúai skutečně existoval, nemáme žádný důkaz, který by naznačoval, že se titul tennó, císař, v době, do níž podle dostupných informací Čúaiova vláda spadá, skutečně používal. Je mnohem pravděpodobnější, že byl náčelníkem nebo místním vůdcem klanu a že vládl jen na malé části území dnešního Japonska. Jméno Čúai-tennó mu bylo nejspíš přiděleno až posmrtně, o mnoho generací později. Jeho jméno mohlo být upraveno celá staletí po životě, který mu byl připisován, možná v době, kdy byly sepisovány legendy o původu dynastie Jamato do kroniky, kterou dnes známe jako Kodžiki.
Čúaiovu smrt se od té doby snažily vysvětlit nejméně dvě teorie. Profesor Jao Sin-čung ve své knize Konfucianismus O – Z poznamenává, že je pravděpodobné, že zesnulý císař mohl spíš podlehnout nemoci než zemřít na bojišti. Někteří historici, například Francis Brinkley či  Dairoku Kikuči, ale i Jao Sin-čung, se rovněž zmiňují o možnosti nepřátelského šípu. Jak již bylo zmíněno výše, není místo, kde byl císař Čúai pohřben, známé. Je proto tradičně uctíván v pamětní šintoistické svatyni (misasagi) v Naře. Úřad pro záležitosti japonského císařského dvora stanovil toto místo jako císařovo mauzoleum, takže nese formální jméno Ega no Naganu no niši no misasagi. Císařovo kami je rovněž uchováváno ve svatyni Tamukejama Hačiman v Naře. Císař Čúai bývá tradičně uváděn jako poslední císař období Jajoi, který mohl ve skutečnosti vládnout ve 4. století. Následující období je známé jako období Kofun. O císařích, kteří v tomto období vládli, je toho díky poznatkům moderní archeologie známo víc.
Odhlédneme-li od kronik Kodžiki a Nihonšiki, je teprve vláda 29. císaře Kinmeie (asi 509–571) první, které současná historiografie dokázala přiřadit ověřitelná data. Standardně přijímaná jména a data prvních císařů však byla schválena za „tradiční“ teprve od vlády císaře Kammu (737–806), 50. panovníka dynastie Jamato.

## Rodina
Hlavní císařovou manželkou byla Okinagatarašihime-no-Mikoto, která se stala císařovnou Džingu Kógó. S ní a dvěma dalšími manželkami zplodil Čúai celkem 4 syny.
Císař Čúai a císařovna Džingu byli oba pra-pra-pravnoučaty 9. císaře Kaiky.